# Hoyvík

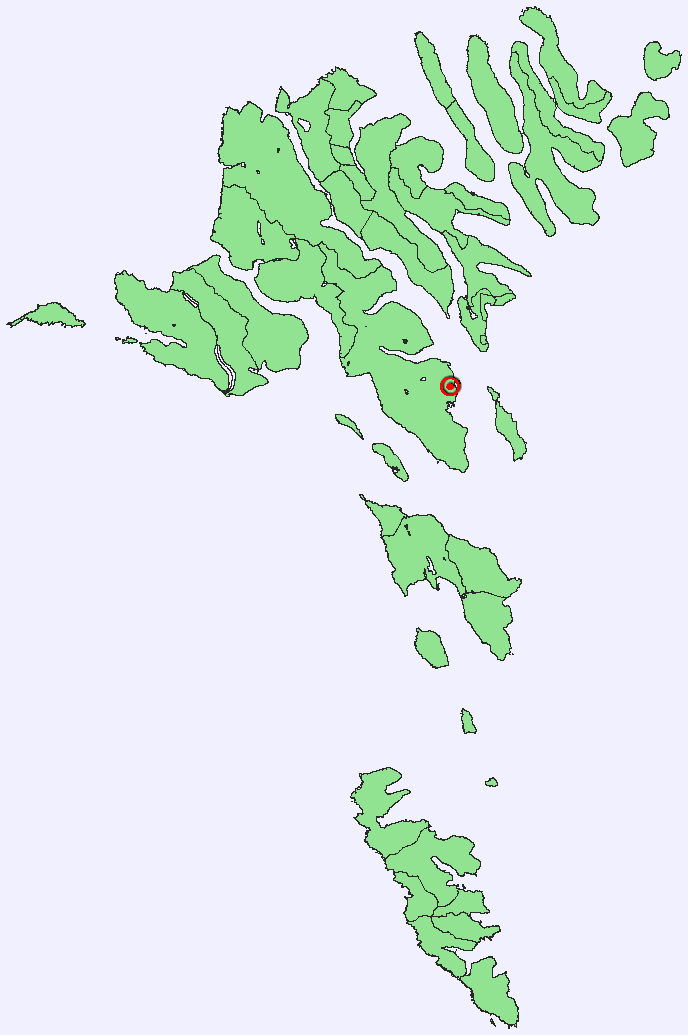
Hoyvík na mapě

Hoyvík [ˈhɔivʊɪk] (dánsky Højvig) je třetí největší město na Faerských ostrovech, nacházející se v aglomeraci hlavního města Tórshavn, v jeho severní části. Hoyvík je na ostrově Streymoy. Populace zde stále narůstá a staví se zde nové domy. Osobě z Hoyvíku se říká hoyvíkingur. Východně od Hoyvíku leží malý neobydlený ostrůvek Hoyvíkshólmur. V roce 1939 byl zde postaven malý maják, který zde již ale nestojí.
- Populace: 4 105 (2018)
- PSČ: FO 188
- Obec: Tórshavnar kommuna

Věří se, že Hoyvík je velmi staré osídlení. Raným pramenem je Færeyinga Saga, napsaná po roce 1200 a popisující záležitosti a události, které se staly na ostrovech o století dříve. V Hoyvíku je stará usedlost, která se datuje až do 17. století. Nyní je z ní muzeum pod otevřeným nebem.
Důležitou institucí v Hoyvíku je Faerské historické muzeum a Faerské gymnázium. První kostel v Hoyvíku byl dokončen v roce 2007. V roce 2005 byla právě v Historickém muzeu podepsána dohoda mezi Faerskými ostrovy a Islandem) ohledně společné hospodářské zóny, které se říká Hoyvícká dohoda.
Plánuje se, že by v Hoyvíku měl své sídlo Løgmaður, faerský ministerský předseda.
Téměř až do konce 20. století byla populace v Hoyvíku velmi nízká. Až do poloviny 19. století populaci tvořila jedna farma. Po druhé světové válce bylo postaveno několik dalších domů. Opravdový stavební rozmach nastal až v 80. letech 20. století. Nové domy byly postaveny na půdě původně patřící farmářům. Postaveny byly samostatné a řadové domy, kde si budoucí majitel může sám zvolit barvu domu a design.

## Osobnosti
- Høgni Hoydal (* 1966), předseda Republikánské strany (Tjóðveldi)
- Karsten Hoydal (1912–1990), spisovatel a politik

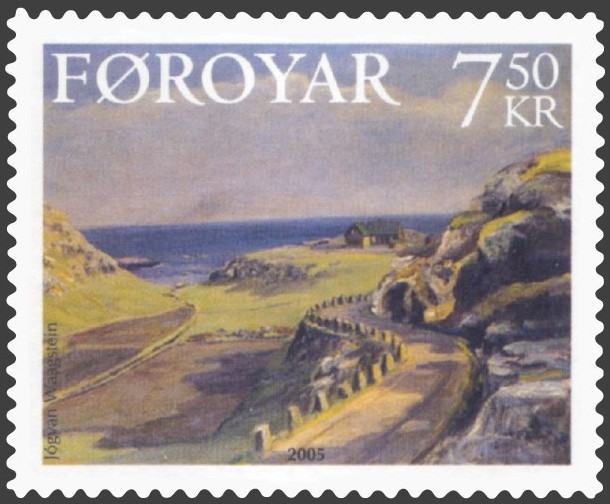
Jógvan Waagstein: Kýrdalur í Hoyvík 1930 (Osada Hoyvík)
Poštovní známka FO 532 Postverk Føroya
Datum vydání: 19. září 2005